# Довганюк Володимир Леонідович
Володи́мир Леоні́дович Довганю́к (нар. 17 січня 1967 — 10 лютого 2015) — полковник, Головне управління розвідки Міністерства оборони України.

## Життєпис
Закінчив бердянську ЗОШ № 5 1984 року, Краснодарське вище військове училище. Проходив військову службу на офіцерських посадах в Семипалатинську, Броварах та Києві. Брав участь у миротворчих місіях ООН — у Ліберії, Сьєрра-Леоне та Югославії. Мав відзнаки й нагороди Міністерства оборони. Поновився на військовій службі влітку 2014 року; начальник відділу, головне управління розвідки.
10 лютого 2015-го близько 12:30 російські збройні формування з боку Горлівки з РСЗВ «Смерч» обстріляли місто Краматорськ 300-міліметровими снарядами, які влучили в район аеродрому та в житловий сектор. Тоді, окрім Володимира Довганюка, загинули Євген Бушнін, Володимир Глубоков, Віктор Дев'яткін, Денис Жембровський, Михайло Ілляшук, Сергій Хаустович, Ігор Шевченко, Сергій Шмерецький, 29 вояків зазнали поранень.
Без Володимира лишилися дружина Лариса та двоє дітей.
Похований у Києві 13 лютого 2015 року.

## Нагороди та вшанування
- 1 вересня 2015 року в бердянській ЗОШ № 5 відкрито меморіальні дошки випускникам Володимиру Довганюку та Станіславу Карачевському
- рішенням Бердянської міської ради вулиця Орджонікідзе перейменована у вулицю Володимира Довганюка.
- Почесний громадянин міста Бердянська (рішення сесії Бердянської міської ради від 18 лютого 2016, посмертно)